# Alan Dzagojev
Alan Jelizbarovič Dzagojev (rus. Алан Елизбарович Дзагоев; ose. Дзæгъойты Елизбары фырт Алан, Dzæhojty Elizbary fyrt Alan) (Beslan, Rusija, 17. lipnja 1990.) bivši je ruski nogometaš osetskog podrijetla i nacionalni reprezentativac.
Nakon kratkog nastupanja za Akademiju Toljatti, Dzagojev 2008. prelazi u CSKA Moskvu u kojoj je imao uspješnu debitantsku sezonu u ruskoj Premijer ligi te je osvojio nagradu za najboljeg mladog igrača prvenstva. Zbog toga je iste godine debitirao u ruskoj reprezentaciji dok unatoč vlastitoj mladosti već uživa status zvijezde u rodnoj Sjevernoj Osetiji.

## Karijera

### Klupska karijera

#### Počeci
Dzagojevljevi roditelji Jelizbar i Ljana su Oseti. Rodio se je u gradu Beslanu u ruskom federalnom subjektu Sjeverna Osetija-Alanija gdje se obitelj doselila 1989. godine. Alan i njegov brat Gela igrali su u omladinskoj momčadi lokalnog kluba Terek Beslana.
2000. Alan Dzagojev odlazi u Vladikavkaz gdje igra za juniore tamošnje Junosti. Igrač je osetsku nogometnu legendu Valerija Gazajeva (koji je kasnije postao njegov trener u CSKA Moskvi) označio kao vlastitog heroja iz djetinjstva kao i Franka Lamparda. Također, priznao je i da je fan londonskog Chelseaja.
U srpnju 2005. pridružio se je nogometnoj akademiji Konoplijov.

#### FC Akademija Toljatti
Od siječnja 2006. do prosinca 2007. igrao je za FC Akademiju Toljatti u ruskoj drugoj diviziji. Za klub je debitirao 29. travnja 2006. u domaćem 2:1 porazu protiv FK Tjumenja. Za klub je nastupio u ukupno 37 prvenstvenih utakmica te je zabio šest pogodaka.

#### CSKA Moskva
Za moskovski CSKA potpisao je uoči početka sezone 2008. u ruskoj Premijer ligi. Za klub je debitirao ušavši u igru kao zamjena u susretu protiv Luč-Energije iz Vladivostoka. Nakon nekoliko utakmica igrač je protiv Himkija igrao u početnom sastavu te je tada zabio gol i ostvario dvije asistencije. Također, bio je i u početnoj jedanaestorici u finalu ruskog kupa kojeg je CSKA te godine osvojio. Dzagojev je bio bitan i u susretu protiv Zenit Sankt Peterburga koji je te sezone postao prvak Kupa UEFA. Tada je CSKA pobijedio s 3:1 a igrač je zabio dva gola.
Krajem ruske sezone 2008. Dzagojevu je dodijeljena nagrada za najboljeg mladog igrača godine od strane ruskog nogometnog saveza.
U listopadu 2008. objavljeno je kako je madridski Real zainteresiran za dovođenje igrača u klub. Sam Dzagojev je negirao tu vijest tvrdeći da je riječ o glasini te je rekao da namjerava još duže vrijeme igrati za CSKA Moskvu nakon čega bi volio otići u Chelsea.
Tijekom utakmice Lige prvaka protiv Manchester Uniteda 4. studenog 2009. igrač je jako ozlijedio gležanj. Ta utakmica je završena s neodlučenih 3:3.
2. prosinca 2010. u utakmici je Europske lige protiv švicarskog Lausannea asistirao za pogodak Sekou Olisehu u 5:1 pobjedi. Njome je moskovski klub osigurao prvo mjesto u skupini F. Također, igrač je na istom natjecanju zabio prvi gol u susretu protiv praške Sparte (susret je završio s 1:1).
24. rujna 2011. Dzagojev zabija u prvenstvenoj 3:1 pobjedi protiv Volge iz Nižnjeg Novgoroda a tri dana nakon toga i milanskom Interu. Tu je i gol Real Madridu u četvrtfinalu Lige prvaka 21. veljače 2012. za konačnih 1:1.

### Reprezentativna karijera
Nakon impresivnih nastupa za CSKA Moskvu, Dzagojev je pozvan u rusku reprezentaciju za koju je debitirao u kvalifikacijskoj utakmici za SP 2010 protiv Njemačke 11. listopada 2008. U igru je ušao kao zamjena na početku drugog poluvremena u dobi od 18 godina i 116 dana. Time je postao drugi najmlađi igrač iz CSKA Moskve koji je zaigrao za reprezentaciju (poslije suigrača Igora Akinfejeva).
Prvi pogodak za Rusiju, Dzagojev je ostvario u gostujućoj 3:2 pobjedi protiv Irske 8. listopada 2010. Riječ je o kvalifikacijama za EURO 2012 na koje se ruska reprezentacija kvalificirala. Nacionalni selektor Dick Advocaat uvrstio ga je na popis reprezentativaca za predstojeće europsko prvenstvo 25. svibnja 2012.
Na prvoj utakmici skupine A na europskom prvenstvu protiv Češke, Dzagojev je za reprezentaciju zabio dva pogotka. Time se prometnuo u junaka susreta odigranom u Wrocławu te je proglašen igračem utakmice koja je završila s velikom ruskom pobjedom od 4:1.
Nakon susreta Dzagojev je izjavio: "Veoma je važno da smo dobro odigrali prvu utakmicu, to je jedan od šest koraka do finala. Bilo nam je teško kod rezultata 2:1, ali nam je pomogao odličan i velik nastup Romana Pavljučenka i moramo mu na tomu biti zahvalni".
Nagradu za najboljeg igrača susreta protiv Češke uručio mu je Davor Šuker a Dzagojev je to prokomentirao riječima: "Kada sam bio dijete, stvarno mi se sviđalo kako Šuker igra. Zato mi jako puno znači što sam priznanje dobio baš od njega. Moram zahvaliti i izborniku Advocaatu koji mi je ukazao povjerenje i poslao me na teren, makar sam se tek nedavno oporavio od ozljede", dodao je Dzagojev, koji je na proljeće bio slomio nožni prst.
Šukerovu nagradu je prokomentirao i sam nizozemski stručnjak na ruskoj klupi: "Izrazito mi je drago što je Dzagojevu nagradu za najboljeg igrača uručio igrač Šukerove kvalitete. Šuker je bio sjajan, a Dzagojev može učiti od njega".
Ruski nogometni izbornik objavio je u svibnju 2016. popis za nastup na Europskom prvenstvu u Francuskoj, s kojeg je izostavio Dzagojeva zbog ozljede.

#### Pogodci za reprezentaciju
| #  | Datum               | Mjesto                                | Protivnik        | Pogodak | Rezultat | Natjecanje                  |
| -- | ------------------- | ------------------------------------- | ---------------- | ------- | -------- | --------------------------- |
| 1. | 8. listopada 2008.  | Aviva, Dublin, Irska                  | Irska            | 2:0     | 3:2      | Kvalifikacije za EURO 2012  |
| 2. | 7. listopada 2009.  | Žilina, Slovačka                      | Slovačka         | 1:0     | 1:0      | Kvalifikacije za EURO 2012  |
| 3. | 11. listopada 2011. | Lužniki, Moskva, Rusija               | Andora           | 1:0     | 6:0      | Kvalifikacije za EURO 2012  |
| 4. | 11. listopada 2011. | Lužniki, Moskva, Rusija               | Andora           | 4:0     | 6:0      | Kvalifikacije za EURO 2012  |
| 5. | 8. lipnja 2012.     | Miejski, Wrocław, Poljska             | Češka            | 1:0     | 4:1      | EURO 2012                   |
| 6. | 8. lipnja 2012.     | Miejski, Wrocław, Poljska             | Češka            | 3:1     | 4:1      | EURO 2012                   |
| 7. | 12. lipnja 2012.    | Nacionalni stadion, Varšava, Poljska  | Poljska          | 1:0     | 1:1      | EURO 2012                   |
| 8. | 12. lipnja 2012.    | Stadion Lokomotiva, Moskva, Rusija    | Obala Bjelokosti | 1:0     | 1:1      | Prijateljska utakmica       |
| 9. | 8. rujna 2015.      | Rheinpark Stadion, Vaduz, Lihtenštajn | Lihtenštajn      | 6:0     | 7:0      | Kvalifikacije za EURO 2016. |

## Osvojeni trofeji

### Klupski trofeji
| Klub        | Trofej          | Godina / sezona |
| Rusija      | Rusija          | Rusija          |
| ----------- | --------------- | --------------- |
| CSKA Moskva | Ruski kup       | 2007./08.       |
| CSKA Moskva | Ruski kup       | 2008./09.       |
| CSKA Moskva | Ruski Superkup  | 2009.           |
| CSKA Moskva | Ruski kup       | 2010./11.       |
| CSKA Moskva | Ruski kup       | 2012./13.       |
| CSKA Moskva | Ruski Superkup  | 2013.           |
| CSKA Moskva | Rusko prvenstvo | 2012./13.       |

### Individualni trofeji
| Klub        | Trofej                                        | Godina |
| Rusija      | Rusija                                        | Rusija |
| ----------- | --------------------------------------------- | ------ |
| CSKA Moskva | Najbolji mladi igrač ruskog prvenstva         | 2008.  |
|             | Najbolji strijelac EURA u Poljskoj / Ukrajini | 2012.  |

## Vanjske poveznice
- Profil igrača na National Football Teams.com
- Profil igrača na web stranici CSKA Moskve
- Profil igrača na CSKA Info.com
- Profil igrača na RFPL.org[neaktivna poveznica]